# Dingue, dingue, dingue
Singles de Christophe Maé
Mon p'tit gars
(2008) J'ai laissé
(2010)
Dingue, dingue, dingue est une chanson de 2009 enregistrée par le chanteur français Christophe Maé. C'est le premier single de son troisième album studio On trace la route, et son huitième single au total. Une déclaration officielle de son label Warner Music annonçait que le single sortirait sur les stations de radio le 27 novembre 2009 après la sortie d'un CD promo. La chanson sort numériquement plus tard, le 7 décembre et sort physiquement le 25 janvier 2010. Le single connaît le succès en France, devenant le second single de Maé numéro un après On s'attache en 2007.

## Musique et vidéo
Le Parisien déclare que la chanson est « rythmique et efficace ». Selon Maé, « c'est une musique qui vient du cœur, assez spontanée dans la composition ».
Le clip illustre la difficulté de concilier amour et amitié. Il montre Maé déclarant son amour à sa petite amie qui n'aime pas ses amis, avec lequel il vit. Pour essayer de la garder, il essaie de faire tout ce qu'il peut. En fait, il se complaît dans cette situation parce que tout cela lui permet enfin de passer plus de temps avec ses amis. Maé déclare que « c'est pince-sans-rire bien sûr ». La chanson est interprétée pour la première fois lors des NRJ Music Awards 2010.

## Ventes
Dingue, dingue, dingue entre à la première place du classement des singles français le 30 janvier 2010 avec 10 970 exemplaires vendues et reste au top pendant trois semaines. En Belgique francophone, le single débute à la 22e position, le 19 décembre 2009 avec seulement les téléchargements et prend la 4e position pendant sa seizième semaine dans le Ultratop 40. En Suisse, le single atteint la 37e position.

## Liste des pistes
CD single / Téléchargement
| No | Titre                  | Durée |
| -- | ---------------------- | ----- |
| 1. | Dingue, dingue, dingue |       |
| 2. | Donald dans les docks  |       |

CD single - Promo
| No | Titre                  | Durée |
| -- | ---------------------- | ----- |
| 1. | Dingue, dingue, dingue | 3:04  |

## Classements
| Pays                    | Meilleure position |
| ----------------------- | ------------------ |
| Belgique (Fr.)          | 4                  |
| Europe                  | 6                  |
| France                  | 1                  |
| France (Téléchargement) | 3                  |
| Suisse                  | 37                 |